# CoRoT-33
Désignations
CoRoT-33 est un système composé d'une étoile de type spectral G9V et d'une naine brune 59 fois plus massive que Jupiter. Il est distant d'environ ∼ 2 270 a.l. (∼ 696 pc) de la Terre.

## CoRoT-33 a, la naine orange
CoRoT-33 a, usuellement nommée simplement CoRoT-33, est une étoile naine orange de type spectral G9V, riche en métaux ([Fe/H] = +0,44).

## CoRoT-33 b, la naine brune
CoRoT-33 b est une naine brune dont la découverte est annoncée le 25 août 2015 par Sz. Csizmadia et al.. Sa masse est 59 fois supérieure à celle de Jupiter pour un diamètre 1,1 fois plus grand que celui de la planète orange. La naine brune se trouve sur une orbite d'une excentricité de 0,07 qu'elle parcourt en 5,82 jours. Cet objet fait ainsi partie du désert des naines brunes. La période orbitale de CoRoT-33 b est à moins de 3 % d'une résonance 3:2 avec la période de rotation de son étoile.